# Masacre de San Miguel del Ene de 2021
La masacre de San Miguel del Ene fue una masacre perpetrada por el Militarizado Partido Comunista del Perú (una escisión de Sendero Luminoso) el 23 de mayo de 2021 en dicha localidad selvática de la provincia de Satipo (Junín), donde fueron asesinadas 16 personas. La zona del ataque se encuentra ubicada en la región del VRAEM, área conocida por las autoridades por su intensa actividad criminal.
Según panfletos encontrados en el lugar de la masacre, el ataque tenía como objetivo principal a las personas de la comunidad LGBT, que el MPCP denomina «degenerados», además de ensañarse contra las trabajadoras sexuales y las mujeres homosexuales del lugar. En los mensajes propagados desde semanas antes por el grupo terrorista, se denotaba también un sentimiento misógino y lesbofóbico. Medios independientes indican una posible relación con las elecciones presidenciales que tuvieron lugar poco después.

## Antecedentes
Los grupos subversivos en el VRAEM realizaron en el mes de marzo una masacre en Huarcatán contra pobladores que presuntamente colaborarían con el gobierno peruano.

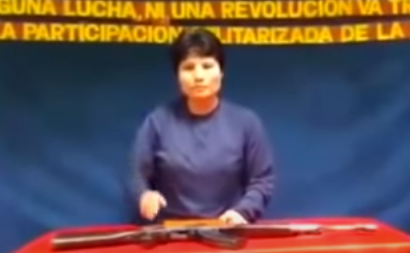
Camarada Vilma en 2018.

En el marco de las elecciones generales de 2021, la terrorista camarada Vilma, que es una allegada de Víctor Quispe Palomino, cabecilla del Militarizado Partido Comunista del Perú, llamó en marzo a boicotear las elecciones, teniendo especial énfasis contra los candidatos Keiko Fujimori y Ollanta Humala. En la segunda vuelta pidió directamente no votar por Fujimori, afirmando que todo el que vote por esa candidata será «cómplice de genocidas y corruptos».

## Hechos
La masacre, ocurrida aproximadamente a las 22:00 (hora local) del 23 de mayo, fue confirmada por el general César Cervantes, comandante general de la Policía Nacional, que informó preliminarmente del asesinato con armas de fuego —en un bar de la zona roja de la localidad— de diez hombres, seis mujeres y dos menores de edad. Junto a los cadáveres, algunos de los cuales fueron incinerados, se encontraron panfletos con una hoz y martillo como encabezamiento que justifican la acción como un operativo de limpieza social. El escrito, firmado por el Militarizado Partido Comunista del Perú, además llamaba a realizar un boicot contra la segunda vuelta de las elecciones generales que se celebrarán el 6 de junio, y condenaba por traición a quien votase por la candidata Keiko Fujimori, de la agrupación política de derecha Fuerza Popular.

## Investigación

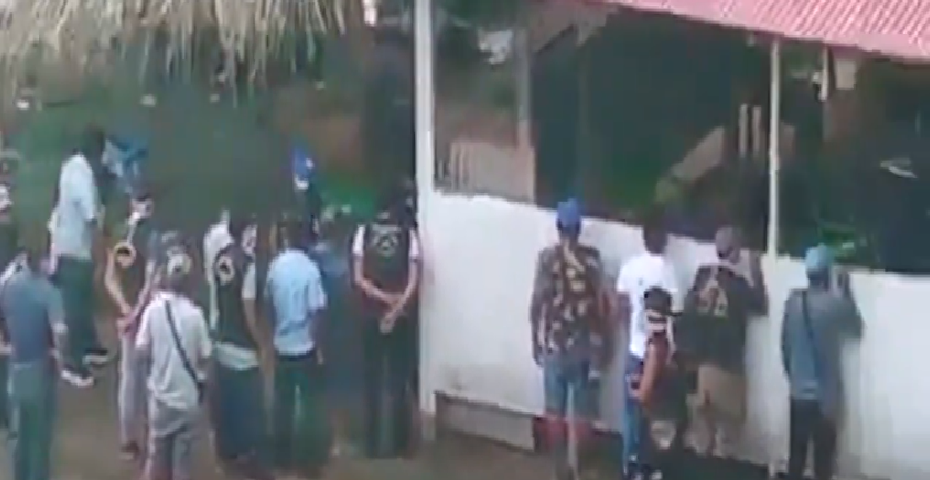
La Fiscalía del Perú y la Policía Nacional del Perú en el lugar de la masacre.

### 2021
Los primeros análisis de la Dirección contra el Terrorismo dieron como resultado preliminar que los panfletos podrían tener las características del lenguaje utilizado por Sendero Luminoso. También se especuló que la matanza fue obra de algún grupo de narcotraficantes.
El Congreso de la República del Perú aprobó en agosto de 2021 la conformación de una Comisión Multipartidaria para investigar asesinato de las 16 personas en el Centro Poblado San Miguel del Ene dando un plazo para las investigaciones de 120 días.
Por su parte el Ministerio de Defensa aseguró que el atentado fue perpetrado por una facción senderista dirigida por el narcotraficante Víctor Quispe Palomino, alias "Camarada José". El número de fallecidos que informó fue de 14 personas.
Mediante su cuenta en Twitter el Ministerio Público informó que la Fiscalía Supraprovincial Especializada en Delitos de Terrorismo y Lesa Humanidad de Huánuco y Selva Central será la encargada de la investigación y que la Policía Nacional efectuará el levantamiento de los cadáveres calcinados que serán trasladados a la morgue del distrito de Pichari. Practicadas las primeras diligencias por el fiscal encargado, se determinó que se trataba de 16 personas, la mayoría mujeres, entre los cuales había dos menos de edad de uno y tres años.
En una entrevista realizada al juez de paz de la zona, Léonidas Casas, en Canal N, se mostró sorprendido por las rápidas afirmaciones y declaraciones de la Policía Nacional y las FF.AA., pues indica que hasta el día 25 de mayo no habría presencia policial ni militar tomando muestras del ataque ocurrido. Tampoco se aventuró a acusar a nadie de los hechos, y recalcó que los locales desconfían de las fuerzas de seguridad. La posición de Casas fue cuestionada ya que el mencionado juez había sido candidato congresal por Frente Amplio, un partido de izquierda que brinda «respaldo político y técnico» a la candidatura de Perú Libre a las presidenciales.

### 2023
Tras haber sido capturado en junio de 2023, Carlos Solier Zúñiga, alias "Camarada Carlos", admitió la autoría operativa de la masacre por orden directa de Víctor Quispe Palomino, alias "Camarada José". El "Camarada Carlos" había sido uno de los denominados "pioneritos" siendo entrenado por el "Camarada Alipio".

## Motivaciones

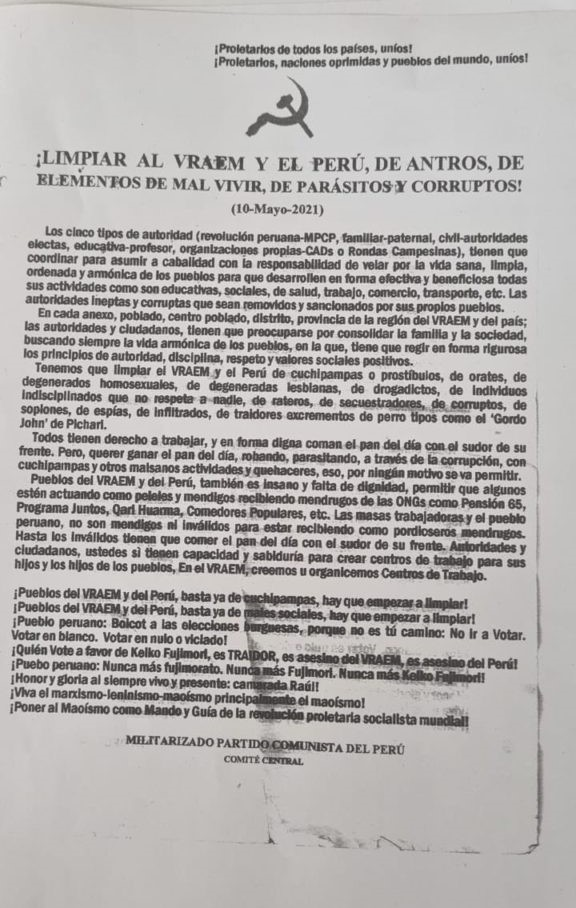
Panfleto firmado por el MPCP incautado por la Policía Nacional del Perú en el lugar del atentado donde califican el atentado como un acto de limpieza social.

De acuerdo a los panfletos encontrados en el lugar de la masacre, los perpetradores llamaban a «limpiar al Vraem y al Perú de antros de mal vivir, de parásitos y corruptos», término paraguas en que los terroristas calificaban por igual a la homosexualidad, el lesbianismo, la indisciplina, el hurto, la drogadicción, la corrupción política, entre otros.

Tenemos que limpiar el VRAEM y el Perú de cuchipampas o prostíbulos, de orates, de degenerados homosexuales, de degeneradas lesbianas, de drogadictos, de individuos indisciplinados que no respetan a nadie, de rateros, de secuestradores, de corruptos, de soplones, de espías, de infiltrados, de traidores excrementos de perro tipos como el ‘Gordo John de Pichari’.
Militarizado Partido Comunista del Perú, mayo de 2021.

El atentado también fue desarrollado como venganza a la muerte de Jorge Quispe Palomino denominado como "camarada Raúl" por el MPCP, que falleció en enero de 2021 y fue presentado por el gobierno peruano como una victoria contra los narcoterroristas.
Según The Washington Post, la forma precipitada en que los militares y los medios de comunicación de Perú describieron el atentado como perpetrado por Sendero Luminoso fue un intento de atacar a la oposición al establishment político conservador mediante una apelación al miedo, especialmente utilizando el terruqueo.

## Reacciones

### Nacionales
Francisco Sagasti, presidente de la República, mediante su cuenta oficial de Twitter comunicó que condena y repudia el atentado, además de ordenar el despliegue de las Fuerzas Armadas del Perú y la Policía Nacional del Perú en el área del ataque, también «en nombre del Gobierno de Transición y de Emergencia» expresó sus condolencias a los familiares de las víctimas. También expresó su preocupación sobre el posible uso político del atentado en plena campaña presidencial.
Nuria Esparch, titular del Ministerio de Defensa, condenó los hechos y garantizó que el proceso electoral se realizará con total normalidad. También la Conferencia Episcopal Peruana se sumó a las muestras de condena.
Keiko Fujimori, candidata presidencial de Fuerza Popular dijo lo siguiente: “Quiero expresar mi rechazo categóricamente al atentado ocurrido el día de ayer en el Vraem, lamento profundamente que nuevamente actos sangrientos estén ocurriendo en nuestro país. Quiero expresar mis profundas condolencias a las familias que han perdido a sus seres queridos. Creo que para los que tenemos más de 45 años, esto no es una novedad, para muchos de los jóvenes quizás sí y este tipo de actos tenemos que rechazarlos profundamente”, sostuvo en diálogo con la prensa desde Tarapoto.
Pedro Castillo, candidato presidencial de Perú Libre, lamentó los hechos durante un mitin en Huánuco, y expresó su solidaridad con las familias de los fallecidos. También instó a la Policía Nacional la investigación del atentado para el esclarecimiento de los hechos. Por su parte, Vladimir Cerrón, secretario general de Perú Libre, acusó a la derecha de utilizar la noticia para ganar las elecciones; posteriormente rectificó su comentario en Twitter y condenó cualquier acto de terrorismo.
Otto Guibovich, general y congresista de la República, afirmó que «edulcorar al terrorismo y culpar a otros para limpiarlos es insanía, desprecio por la vida humana y cobardía al fin» en referencia al comentario de Vladimir Cerrón de Perú Libre.
Lucía Alvites, vocera oficial de la agrupación de izquierda Juntos por el Perú, mediante su cuenta de Twitter expresó que «El fujimorismo en la desesperación total. No les importa matar peruanos para hacerse del gobierno. Lo del VRAEM es evidentemente un psicosocial», más tarde eliminó el tuit pero público otro diciendo «para mí esto no es casualidad: el terrorismo y la violencia a quienes siempre le ha servido es al fujimorismo».

### Internacionales
- Argentina: El gobierno de Argentina comunicó que el presidente Alberto Fernández «ha recibido con consternación la noticia de la masacre ocurrida» y comunicó «la solidaridad y cercanía del pueblo argentino con los familiares de las víctimas».[35]
- Colombia: La cancillería de Colombia expresó sus «condolencias al pueblo y al gobierno peruano por el acto de violencia terrorista perpetrado en San Miguel del Ene».[36]
- España: El gobierno de España comunicó que condena los actos «en la localidad de San Miguel de Ene, a manos del terrorismo», también puntualizó que lo primordial es «aclarar los hechos» y «llevar a los responsables ante la justicia».[37]

### Otros
Las Naciones Unidas condenaron el atentado y se solidarizaron con las víctimas, además hizo un llamado a los políticos «a actuar con responsabilidad, evitando discursos de odio que aumenten las tensiones».
El Secretario General de la OEA Luis Almagro, mediante su cuenta oficial de Twitter, condenó el atentado y expresó que «en democracia no hay lugar para las acciones terroristas, criminales y violentas de grupos terroristas que son vestigios perimidos y de otras épocas».
La secretaria general de la Comunidad Andina publicó un tuit donde hizo saber que «expresa su enérgico rechazo al asesinato de 14 personas en el Vraem en el Perú y manifiesta sus sentidas condolencias y solidaridad a los familiares de las víctimas».